# Thornton (Nuevo Hampshire)
Thornton es un pueblo ubicado en el condado de Grafton en el estado estadounidense de Nuevo Hampshire. En el Censo de 2010 tenía una población de 2.490 habitantes y una densidad poblacional de 18,93 personas por km².

## Geografía
Thornton se encuentra ubicado en las coordenadas 43°56′52″N 71°38′9″O / 43.94778, -71.63583. Según la Oficina del Censo de los Estados Unidos, Thornton tiene una superficie total de 131.54 km², de la cual 129.97 km² corresponden a tierra firme y (1.19%) 1.57 km² es agua.

## Demografía
Según el censo de 2010, había 2.490 personas residiendo en Thornton. La densidad de población era de 18,93 hab./km². De los 2.490 habitantes, Thornton estaba compuesto por el 97.71% blancos, el 0.08% eran afroamericanos, el 0.12% eran amerindios, el 0.48% eran asiáticos, el 0% eran isleños del Pacífico, el 0.32% eran de otras razas y el 1.29% pertenecían a dos o más razas. Del total de la población el 0.88% eran hispanos o latinos de cualquier raza.